# Yassine El maachi
Yassine El maachi (Rabat, Marruecos, 19 de septiembre de 1979) es un boxeador profesional marroquí nacionalizado inglés. Es el actual poseedor del International Master Title. En junio de 2011 ganó el Prizefighter del peso wélter. 
Gracias a su victoria, se hizo el primer boxeador de la historia del boxeo a ganar dos campeones del mundo en la misma noche. Su estilo de boxeo poco ortodoxo le valió el apodo de “The Showman”.

## Biografía

### Inicio
Yassine El maachi nació en Rabat, Marruecos. Tiene cuatro hermanos y tres hermanas. Empezó el boxeo gracias a su hermano mayor quien fue un boxeador amateur.

### Carrera amateur
Pocos años después, inició su carrera amateur y ganó muchos títulos, incluso un título nacional de Full-Contact en 1998, y también el campeonato de Marruecos de boxeo dos veces, en 1997 y 1999. 
A pesar de ser campeón de Marruecos de su peso en 1999, El Maachi fue eliminado de la lista de los participantes a Los Juegos Olímpicos de Sídney 2000, por causa de un conflicto entre su club el FUS de Rabat y la FRMB (Federación Real Marroquí de Boxeo).

### Carrera profesional
El Maachi terminó su carrera amateur (31-0-0) en los Países Bajos y se volvió profesional en 2000. Logró a ser uno de los mejores boxeadores de Europa gracias a su estilo de boxeo. Pero, debido a la ausencia de apoyo, no pudo seguir más y abandonó su deporte. Después de cuatro años de inactividad, volvió al boxeo en 2007. 
Su encuentro en 2009 con Don Charles, su entrenador actual, fue uno de los acontecimientos más importantes de su carrera. Ganó el “International Master Title” en 2010 y en 2011, participó al Prizefighter. Ganó el torneo después de tres victorias contra Peter McDonagh, Colin Lynes, ex campeón de Inglaterra y OIB del mundo, y en la final ganó a Junior Witter, ex campeón de Inglaterra y CMB del Mundo. Su victoria en el Prizefighter le permitió realizar un suceso inédito: Yassine El Maachi es el primer boxeador de la historia del boxeo a ganar dos campeones del Mundo en la misma noche.

### Lesión y vuelta
Pocos meses tras su victoria sufrió de Nocardia, una enfermedad extraña que contaminó su pie izquierdo. Entre septiembre de 2011 y marzo de 2013, se sometió a 7 cirugías. Un equipo de 5 médicos se encargó de su caso, que es el tercero en el Reino Unido.
En mayo de 2013, y tras 2 años de inactividad, Yassine El Maachi fue autorizado por sus médicos a entrenarse de nuevo y preparar su vuelta al ring.

## Otros
Habla perfectamente 4 idiomas: Árabe, inglés, holandés y italiano.
Fue naturalizado inglés en 2012.